# Sweet Sixteen (Billy Idol)
Sweet Sixteen is een nummer van de Britse zanger Billy Idol. Het is de derde single van zijn derde studioalbum Whiplash Smile uit 1986. In april 1987 werd het nummer eerst in de VS en Canada op single uitgebracht. In juni dat jaar volgden Europa, Australië en Nieuw-Zeeland.

## Achtergrond
Idol heeft zich voor "Sweet Sixteen" laten inspireren door het verhaal van Edward Leedskalnin, een Letse immigrant in de Verenigde Staten, die in Florida het Coral Castle heeft gebouwd in de hoop zijn ex-vriendin terug te winnen. De plaat werd in veel landen een hit. Zo bereikte de plaat in Idols' thuisland het Verenigd Koninkrijk een bescheiden 17e positie in de UK Singles Chart. In Ierland werd de 9e positie bereikt, in Canada de 18e, de VS de 20e, Australië de 9e, Nieuw-Zeeland de 3e en in Duitsland de 2e positie.
In het Nederlandse taalgebied was de plaat succesvoller; met in Nederland een 7e positie in de Nederlandse Top 40 en de 11e positie in de Nationale Hitparade Top 100. In de Europese hitlijst, de TROS Europarade, werd géén notering behaald, aangezien deze lijst op donderdag 25 juni 1987 voor de laatste keer op Radio 3 werd uitgezonden.
In België bereikte de plaat de 
9e positie in de voorloper van de Vlaamse Ultratop 50 en de 8e positie in de Vlaamse Radio 2 Top 30. In Wallonië werd géén notering behaald.